# Pirates Factory
株式会社Pirates Factory（パイレーツファクトリー）は、静岡市駿河区に本社を置く企業。
ご当地限定のキャラクターグッズやオリジナル商品の企画・製造から販売までを行い、その他にも店舗運営、イベント運営、ノベルティ、雑貨OEM製造を行ってる。
2021年6月、ダブルエルが全株式を取得し子会社化。2021年9月1日、株式会社エイチ・エヌ・アンド・アソシエイツから株式会社Pirates Factoryに商号変更した。

## 取り扱い商品
2017年4月現在

### ご当地限定シリーズ
- ポケモンご当地 ポケタビ
- リラックマ
- すみっコぐらし
- おみやげダンボー
- ひつじのショーン
- カピバラさん
- ちっちゃいおっさん
- 黒ひげ危機一発
- 加トちゃん
- ふなっしー
- まりもっこり
- なめこ栽培キット
- 妖怪ウォッチ
- ONE PIECE
- ドラゴンボール超
- ハンター×ハンター
- NARUTO -ナルト-
- 銀魂
- 黒子のバスケ
- ちびまる子ちゃん
- クレヨンしんちゃん
- ゲゲゲの鬼太郎

### オリジナル商品
- FOOD FOODS
- TUNE MAZEL？
- ふわふわチューリップ
- ふわふわパティスリー
- 花笑
- 花風
- ねこ百景
- 豆皿屋
- 手ぬぐい本舗
- 鮨JAPAN
- GOLD LUCK
- GOLD LUCK CASINO
- エッチングコレクション
- プレミアムトランプ
- 飛び出し注意 パロディパンツ
- トラックプルバック
- 木製立体パズル
- 4Dパズル（ザウルスDX、ZOODX、マリンDX、昆虫DX）
- 4Dパズルネオン（ザウルスDX、ZOODX、マリンDX、昆虫DX）
- 鳴くシリーズ（絶叫モアイ、絶叫ムンク、BOO豚、BOO豚黒豚、MOO牛、鳴鳴パンダ、GAOシロクマ、GAOクマ、GAOヒグマ）
- お風呂でシリーズ（水族館、金魚すくい、亀すくい、熱帯魚すくい、ヨーヨーつり、射的、サメすくい、つり堀、輪なげ、恐竜すくい、クラゲすくい）
- フレンズシリーズ（アクア、深海、アニマル、ザウルス）

## 運営店舗
- テレ東本舗。東京駅店・六本木3丁目ナナナリア店
- なめこ市場 東京本店
- N-SPOT
- プリキュア プリティストア大阪本店・東京店・横浜店